# NGC 7559B
NGC 7559B is een spiraalvormig sterrenstelsel in het sterrenbeeld Pegasus. Het hemelobject werd op 19 oktober 1784 ontdekt door de Duits-Britse astronoom William Herschel.

## Synoniemen
- MCG 2-59-13
- ZWG 431.28
- PGC 70852